# شركة تكرير نفط أراك
مصفاة نفط أراك أو شركة تكرير نفط أراك (الفارسية: شركت پالايش نفت اراک) هي شركة إيرانية تعمل في مجال تكرير النفط والبتروكيماويات، تقع على بُعد 20 كم من مدينة أراك في محافظة مركزي. تقع شركة أراك للبتروكيماويات بجوار مصفاة أراك.

## الإنتاج
قُدرت الطاقة الإنتاجية للمصفاة بـ170,000 برميل يوميًا في عام 2013، وأُعلن من قبل الشركة الوطنية الإيرانية لتكرير وتوزيع النفط NIORDC في عام 2020 أنها وصلت إلى 250,000 برميل يوميًا.